# سفيلين روسينوف
سفيلين روسينوف (بالبلغارية: Свилен Русинов)‏ (مواليد 29 فبراير 1964) هو ملاكم بلغاري، مثّل بلاده في الألعاب الأولمبية الصيفية في دورتي 1988 و1992.

## روابط خارجية
سفيلين روسينوف على موقع بوكس ريك (الإنجليزية) (registration required)
- سفيلين روسينوف على موقع أوليمبيديا (الإنجليزية)